# The Exchange Telegraph Co. Ltd.
The Exchange Telegraph Co. Ltd. (EXTEL) war eine Nachrichtenagentur für Börsen- und Wirtschaftsnachrichten mit Abonnementsystem, die im März 1872 gegründet wurde.
EXTEL richtete Ticker, Telegrafenempfänger in Büros, Gentlemen’s Clubs und Banken ein. Sie lieferte Tickermeldungen. 1876 führte EXTEL eine Berichterstattung aus dem Parlament ein. Allgemeine Berichterstattung gab es ab 1879 und Berichte über Gesetzgebung ab 1891. Das Geschäft war erfolgreich und 1906 wurden Filialen außerhalb Londons errichtet. Der Betrieb wuchs und wurde wirksamer. Eine schnellere Finanzberichterstattung gab es ab 1907. Seit 1913 gab es eine weltweite Berichterstattung. Ab den 1930ern gab es einen speziellen Sportteil.